# Greatest Hits (The Moody Blues)
Greatest Hits è una raccolta di brani dei The Moody Blues del 1989.

## Tracce
1. "Your Wildest Dreams" – 4:51
2. "The Voice" – 5:17
3. "Gemini Dream" (Hayward, John Lodge) – 4:09
4. "The Story in Your Eyes" – 3:06
5. "Tuesday Afternoon" – 4:53
6. "Isn't Life Strange (1988 version)" (Lodge) – 6:41
7. "Nights in White Satin" – 7:39
8. "I Know You're Out There Somewhere" – 6:39
9. "The Other Side of Life" – 6:52 (non su LP (solo in Europa); incluso su CD e Cassette)
10. "Ride My See-Saw" (Lodge) – 3:47
11. "I'm Just a Singer (In a Rock and Roll Band)" (Lodge) – 4:20
12. "Question (1988 version)" (Hayward) – 5:45

## Formazione
- Justin Hayward: Chitarra/Voce
- John Lodge: Basso/Voce
- Michael Pinder: Tastiera/Voce
- Patrick Moraz: Tastiera/Voce
- Ray Thomas: Flauto/Voce
- Graeme Edge: Batteria
- Anne Dudley: Arrangiamenti orchestrali tracce 6 e 12
- London Symphony Orchestra:  Orchestra tracce 6 e 12
- Alexander Barantschik: LSO leader tracce 6 e 12
- Frank Ricotti: Batteria traccia 12